# Карпозубовые
Карпозубовые (лат. Cyprinodontidae), или карпозубые, как их обычно раньше называли — семейство лучепёрых рыб отряда карпозубообразных.

## Ареал
Карпозубовые широко распространены на Земле — их ареал включает субтропические, тропические, субэкваториальные и экваториальные области Африки, Америки и Азии.
Большинство видов карпозубовых обитает в ручьях, реках и озёрах и имеет продолжительность жизни 2—3 года. Некоторые виды живут в пересыхающих водоёмах и лужах и имеют продолжительность жизни 6—9 месяцев.

## Рацион
Карпозубовые питаются в основном водными членистоногими, личинками комаров и москитов, рачками и червями.
Подмечено, что районы, в водоёмах которых по тем или иным причинам (загрязнение и т. п.) отсутствуют карпозубовые, больше подвержены малярии, разносимой москитами.
Несколько видов питаются планктоном, есть также хищные виды.

## Репродуктивное поведение
Карпозубовые особенно интересны своим репродуктивным поведением. Виды, обитающие в постоянных водоёмах, откладывают по нескольку икринок в день на придонные или плавающие у поверхности растения.
Виды, обитающие в пересыхающих водоёмах (представители родов Nothobranchius, Austrolebias, Cynolebias и др.), откладывают икру в мягкий субстрат (чаще всего торф). После пересыхания водоёма рыбы погибают, а икра в торфе переходит в состояние диапаузы, в котором у некоторых видов может находиться до 18 месяцев. При наступлении сезона дождей и заполнении водоёма свежей дождевой водой из икры выходят полностью сформированные мальки, которые сразу же начинают плавать и питаться. В качестве приспособления к скоротечности жизненного цикла представители этих видов становятся половозрелыми уже в возрасте 4—6 недель.

## Содержание в неволе
Так как карпозубовые очень ярко окрашены и неприхотливы к условиям содержания, особенно к объёму, они являются прекрасными аквариумными рыбками, лёгкими в содержании и разведении.

## Систематика
Систематика карпозубовых весьма неоднозначна. В некоторых источниках (Eschmeyer, 1999, 2000; Lazara, 2000) под семейством Cyprinodontidae понимается лишь малая часть того, что традиционно принято называть «икромечущими карпозубыми». В других же источниках в это семейство включаются также и живородящие пецилиевые (Poecilidae).